# اسامو هوسوی
اسامو هوسوی (انگلیسی: Osamu Hosoi؛ زادهٔ ۲۲ سپتامبر ۱۹۶۴) صداپیشه اهل ژاپن است. وی از سال ۱۹۹۲ میلادی تاکنون مشغول فعالیت بوده‌است.